# ルッジェーロ・オッディ
ルッジェーロ・オッディ(Ruggero Oddi、1864年7月20日 - 1913年3月22日)は、イタリアの解剖学者かつ生理学者。総胆管及び膵管の出口に当たる、大十二指腸乳頭周囲に存在する括約筋であるオッディ括約筋の発見者としてその名を残す。

## 概歴
1864年イタリアのペルージャで生まれる。ペルージャ大学医学部4年生の時に犬の胆嚢を除去する実験を行った。オッディは胆汁の貯蔵器官である胆嚢を除去すれば肝臓により生成される胆汁は自由に小腸に流れると考えた。しかしその予想に反し総胆管が大きく膨らんで水柱圧6mに達しても流れようとしなかった。この実験結果によりオッディは総胆管の出口に胆汁の流出を調整している器官があるという仮説をたて、それに基づき実験を行い犬や哺乳類で括約筋を発見。さらに人でも発見し、1887年に「総胆管括約筋」という名前でこの構造物を紹介する論文を発表。今日これがオッディの括約筋と呼ばれている輪状筋である。この業績により30歳の若さでジェノヴァ大学の生理学研究所の所長として就任。しかし36歳の時に会計の不正処理などを理由にその職を解かれた。その後はアフリカのコンゴに移住し再起を図るがうまくいかず、最後は49歳の若さでベルギーで人生の幕を閉じた。

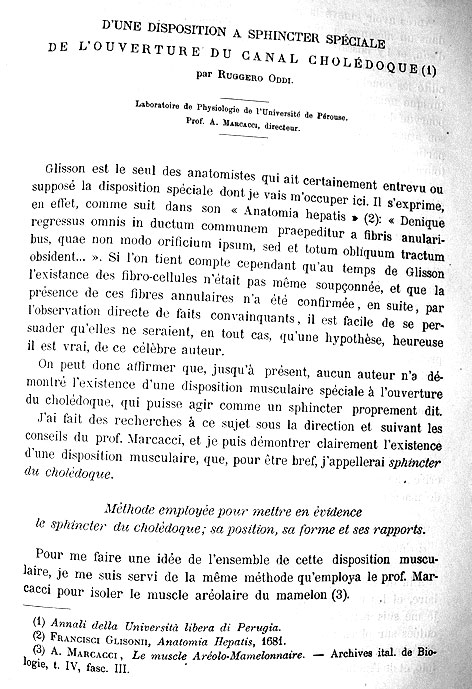
オッディの括約筋に関する1887年発表の論文